# Букриново (Ярославская область)
Букри́ново — деревня Октябрьского сельского округа в Октябрьском сельском поселении Рыбинского района Ярославской области .
Деревня расположена с северной стороны дороги Р151 Ярославль—Рыбинск примерно в 500 м западнее развилки дороги, ведущей к посёлку Песочное. С северной стороны деревни сливаются два безымянных ручья, притоков Сонохты. Выше по течению правого ручья топокарты показывают на расстоянии около 1 км от Букриново четыре ныне не существующие деревни: Корниловское, Ефимовские поля , Малое Мартьяновское, Олехово . В настоящее время на месте этих деревень производственные строения птицеводческого хозяйства "Ярославский бройлер". К северо-западу от Букриново — деревня Ильинское, а к северо-востоку — Барханово .
Деревня Букринова, Корниловская, Мартьяновкая, сёла Олехово и Ефимовское указаны на плане Генерального межевания Борисоглебского уезда 1792 года. По сведениям 1859 года эти населённые пункты относились к Романово-Борисоглебскому уезду .
На 1 января 2007 года в деревне не числилось постоянных жителей. Почтовое отделение в посёлке Песочное обслуживает в деревне 3 дома.